# خاویر اولیته
خاویر اولیته (انگلیسی: Javier Oliete؛ زادهٔ ۹ سپتامبر ۱۹۷۰) بازیکن فوتبال اهل اسپانیا است.
از باشگاه‌هایی که در آن بازی کرده‌است می‌توان به باشگاه فوتبال آلباسته بالومپیه، باشگاه فوتبال اسپورتینگ خیخون، باشگاه فوتبال بارسلونا بی، باشگاه فوتبال سلتاویگو، باشگاه فوتبال ویارئال، و باشگاه فوتبال بارسلونا اشاره کرد.
وی همچنین در تیم‌های ملی فوتبال زیر ۱۶ سال اسپانیا، زیر ۱۸ سال اسپانیا، و زیر ۲۳ سال اسپانیا بازی کرده‌است.